# Krigsførelsens kredsløb
Krigsførelsens kredsløb eller udviklings kredsløbet er en dansk militær analysemodel, der beskriver sammenhængen mellem doktrin, teknologi og organisation. Modellen kombineres lejlighedsvist med uddannelse, som et sammenhængende element i midten. 
I sin oprindelige form en analysemodel udviklet under den kolde krig til at forstå forskellen mellem to modstandere. I senere versioner viser den også sammenhængen mellem samfundet og dets militære kapaciteter. Med inspiration fra Clausewitz blev Krigsførelsens kredsløb introduceret af tidligere underviser på Hærens Officersskole, Oberstløjtnant K.V. Nielsen. Modellen blev skabt i forbindelse med et studiearbejde og blev første gang præsenteret omkring 1964. Siden er modellen blevet anvendt, analyseret og fortolket af mange.  
Vi møder modellen første gang på skrift i en artikel i Militært Tidsskrift fra 1984. Her er modellen en nedbrydning af Clausewitzs analogi om de to brydere, som er fanget i hinandens tag og derfor må tilbasse deres bevægelser til hinanden. Det centrale element er altså, at den militære kapabilitet hos A bør være optimeret til at fremtvinge en afgørelse mod B. Svend Bergstein kalder dette for et "dialektisk sammenstød". 
Centralt i en mere moderne fortolkning står Mikkel Storm Jensens artikel Krigsførelsens kredsløb fra 2004. Her er modstanderen forsvundet og modellen beskriver nu en balance i det indre kredsløb. Denne udlægning af modellen er central, idet Jensen beskrev hvordan modellen blev doceret på Forsvaretes uddannelser i den periode. Modellen kan i sine forskellige versioner eksempelvis anvendes isoleret til at anskueliggøre en sammenhængskræft i en institution, som Forsvaret, men samtidigt hvorledes Forsvaret påvirkes af, og selv kan påvirke det omkringliggende samfund og endelig som analysemodel til at analysere et sammenstød mellem to modstandere.

## Den indre cirkel
Den indre cirkel indeholder forsvaret tre grundelementer: Doktrin, teknologi og organisation. Forsvaret er i denne sammen beskrevet som samfundets militære kapabiliteter - offensive såvel som som defensive. [M]ilitære kapabiliteter er indrettet og opererer igennem sammenhængen mellem disse grundelementer. F.eks. vil tilgang af ny teknologi medføre behov for justering af eksisterende doktriner og/eller organisation. Jensen beskriver dette som et termostat, hvor ændring af et element vil (eller bør) medføre ændringer af de øvrige.

### Doktrin
Doktrin defineres i NATO som: "Fundamental principles by which the military forces guide their actions in support. It is authoritative but requires judgement in application". Det er altså grundprincipper, ud fra hvilke militære styrker udføre deres handlinger. Doktrinet kan være udfærdiget til alle niveauer - strategisk, operativt samt taktisk. I Danmark ses doktriner på det taktiske niveau dog typisk i form af reglementer eller standardprocedure.
Særligt ved doktrin er, i modsætning til de andre elementer i den indre cirkel, er, at doktrinet beskriver hvorledes de to andre elementer skal operationaliseres. Det er ikke ensbetydende med at det er doktrinet der er styrende. Som før nævnt, er det et samspil mellem alle tre elementer.

### Teknologi
Ved anskuelse af den teknologiske udviklings betydning, er det afgørende om hvorvidt udviklingen har væsentlig betydning for hvorledes man organisere sig eller gennemføre operationer. Mikkel Storm Jensen skriver i sin artikel i Militært Tidskrift at: "Ofte er det dog  progressiv doktrinudvikling, der ansporer til udvikling af ny teknologi med  henblik på at overvinde et aktuelt eller forudset problem." Et eksempel på dette er anskaffelse af ny undervandskapacitet til Søværnets Absalon-klasse. Med ny evne til at detekterer undervandsaktiviteter ombord på skibene, vil der være behov for opdatering af eksisterende doktriner, samt betyde ændringer i sammensætning af besætning og evt. organisation.

### Organisation
Organisationen er modsat teknologi vanskelig at måle på. Ændringer kan komme som en konsekvens af ændringer i de to øvrige elementer - doktrin og teknologi - men  ændringer kan i høj grad også komme som en konsekvens af det omkringliggende samfund. I forbindelse med forsvarsforliget 2013-2017, blev der politisk enighed om at Forsvaret fra 2017 skulle spare 2,7 mia. årligt, for at kunne bidrage sammenhæng i den offentlige økonomi. Dette resulterede bland andet i en reorganisering af ledelsen i Forsvaret.

## Den ydre cirkel
Den ydre cirkel i Mikkel Storm Jensens model består af elementerne: Politisk struktur, økonomisk udviklingsstade og ideologi. Disse er alle knyttet til det omkringliggende samfund. Om det ydre kredsløb skriver Søren Sjøgren, hvorledes det ikke er en del af det oprindelige kredsløb - altså det indre - men i stedet refereres til som rammebetingelse for elementerne i den indre cirkel. Dette stemmer overens med Mikkel Storm Jensens påpegning om, at den primære påvirkning udgår fra den ydre cirkel, som så påvirker den indre.
I Søren Nørbys Ph-D afhandling "Når fjenden forsvinder" fra 2018 præsenterer han den ydre cirkel under et element: Det samfundsmæssige niveau. Her beskriver han hvorledes dette element i Danmark altid har styrende for udviklingen af Forsvaret. "Det samfundsmæssige niveau bestemmer, hvor mange penge politikerne kan og vil afsætte til Forsvaret, og hvilket materiel/teknologi der skal anskaffes, men også hvorledes Forsvaret skal organiseres". Det er dog en påvirkning der går begge veje og omkring Forsvarets ledelses indflydelse fortsætter han således: "Påvirkningen fra Forsvaret og ud...er dog mindre end påvirkningen den anden vej. I hans model fra hans studie er dette markeret med en stiplet linje mens den indadrettede er fuldt optrukket.
I sin fortolkning af den ydre cirkel anvender Nørby det samfundsmæssige niveau som et nationalt niveau. Han tilføjer derfor en yderligere en cirkel til det internationale niveau, hvilken relaterer sig til påvirkningen af det danske forsvars udvikling fra fjenden eller fra internationale alliancer eller fællesskaber som NATO, EU og FN. Nørby beskriver den internationale påvirkning på det samfundsmæssige og det danske forsvar som størst, hvorfor den indadrettede pil er fuld optrukken og den udadrettede stiplet.